# Colonne Victor Hugo
La Colonne Victor Hugo est un monument commémoratif situé en bordure du champ de bataille de Waterloo élevé en 1911-1912 pour célébrer le 50e anniversaire du séjour du poète et écrivain français Victor Hugo à Waterloo, en Belgique.
Victor Hugo mit quarante cinq ans avant de se rendre sur le site de la bataille. Il écrit lors de son séjour à Bruxelles en 1837 : Je n'ai pas voulu voir Waterloo. J'ai jugé inutile de rendre cette visite à Lord Wellington. Waterloo m'est plus odieux que Crecy. Les fameux vers Waterloo, morne plaine du poème L'Expiation ont été écrits à Jersey entre 1852 et 1855 alors que Hugo n'avait pas encore visité Waterloo. Hugo arrive à Mont-Saint-Jean le 7 mai 1860 et il séjourne deux mois à l'Hôtel des Colonnes. C'est là qu'il finit l'écriture des Misérables.
Le monument est géré par la Province du Brabant wallon, qui gère également sur le site de la bataille des monuments comme l'Aigle blessé et la Ferme du Caillou.

## Localisation

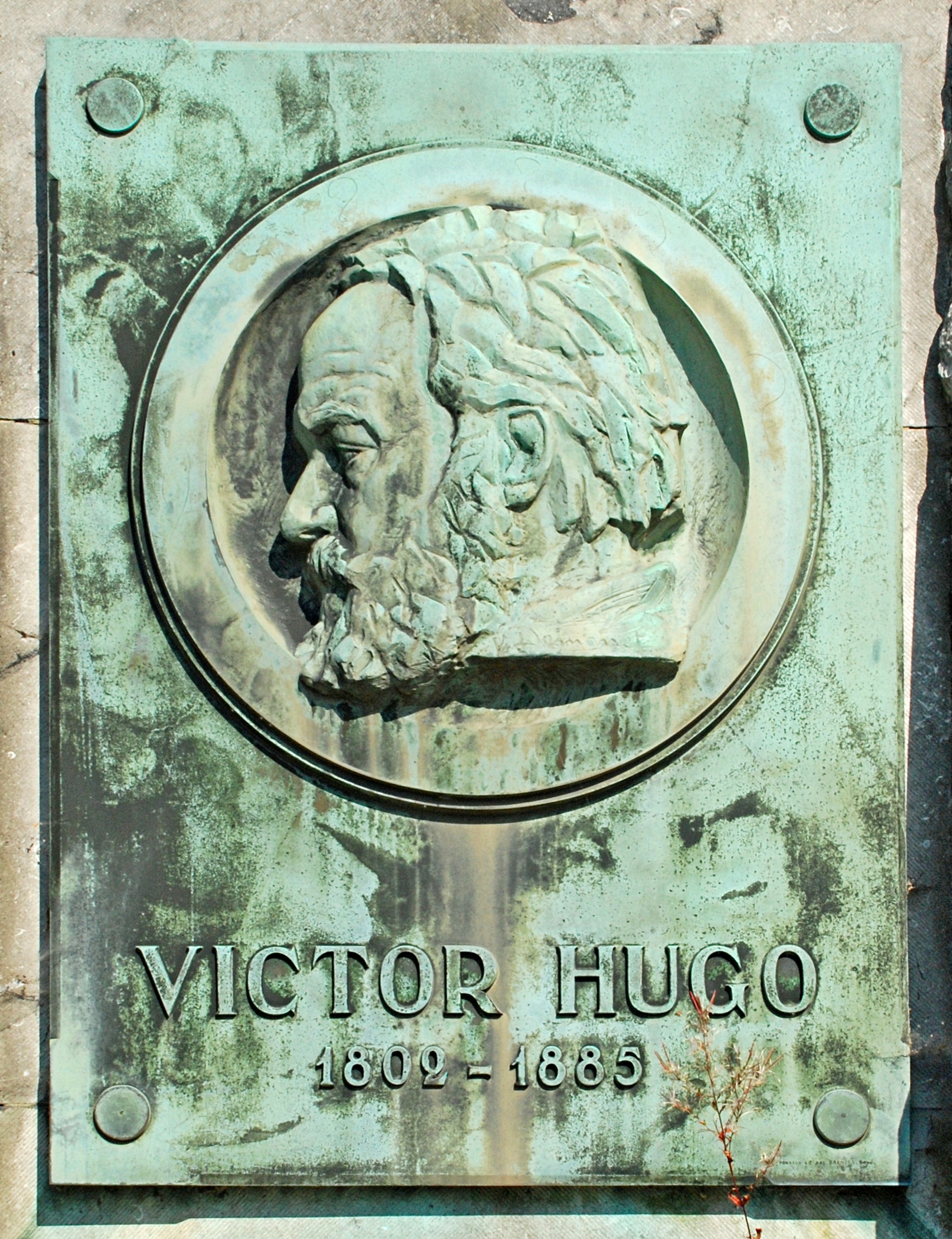
Portrait de Victor Hugo.

La Colonne Victor Hugo se situe à l'est de la commune belge de Lasne,, dans la province du Brabant wallon.
Elle se dresse le long de la chaussée de Charleroi, à environ 1 500 mètres au sud-est de la Butte du Lion et à 200 mètres au sud de la Belle-Alliance,.

## Historique
La construction de la colonne commence en 1912, à l'initiative de l'historien belge Hector Fleischmann, du peintre Maurice Dubois et du poète Iwan Gilkin, pour célébrer le 50e anniversaire du séjour de Victor Hugo à Waterloo,,. La première pierre est posée en septembre 1912,.
Interrompus, les travaux ne sont terminés que quarante ans plus tard : les travaux sont achevés en 1954 la colonne est inaugurée le 24 juin 1956,. 
Selon Claude Van Hoorebeeck, la colonne a été construite selon les proportions du nombre d'or, ce qui s'expliquerait par l'appartenance maçonnique de son promoteur, Hector Fleischmann, qui a été initié à la loge "Victor Hugo" de Paris.
La colonne est rachetée par la Province du Brabant wallon en décembre 2010 pour un euro symbolique à l'Association sans but lucratif Comité Victor Hugo. Au préalable, la commune de Plancenoit, par l'action de ses bourgmestres successifs Thierry Rothier et Brigitte Defalque, avait fait de nombreuses démarches en vue d'acquérir la colonne.
La Province achète au même moment le monument L'Aigle blessé pour un euro symbolique et la maison voisine pour 550,000 euro.
Le mauvais état de conservation de la colonne (chute d'une partie du chapiteau et fissures importantes dans la partie supérieure du fût) entraîne sa restauration en 2012-2013,,.
La colonne restaurée est inaugurée le 30 juin 2015 : la date du 30 juin n'a pas été choisie par hasard mais bien parce que Victor Hugo a achevé Les Misérables le 30 juin 1861 alors qu'il séjournait à Mont-Saint-Jean. Le budget consacré par la Province à la rénovation de la colonne et de L'Aigle blessé se monte à 128 312 €.

## Description

### La colonne
Juché au sommet d'un petit escalier de 7 marches, le monument de 18 m de haut, est constitué d'un piédestal carré en pierre bleue portant une colonne de style toscan faite d'une soixantaine d'assises de moellons de grès, surmontée d'un chapiteau et d'un couronnement carré.

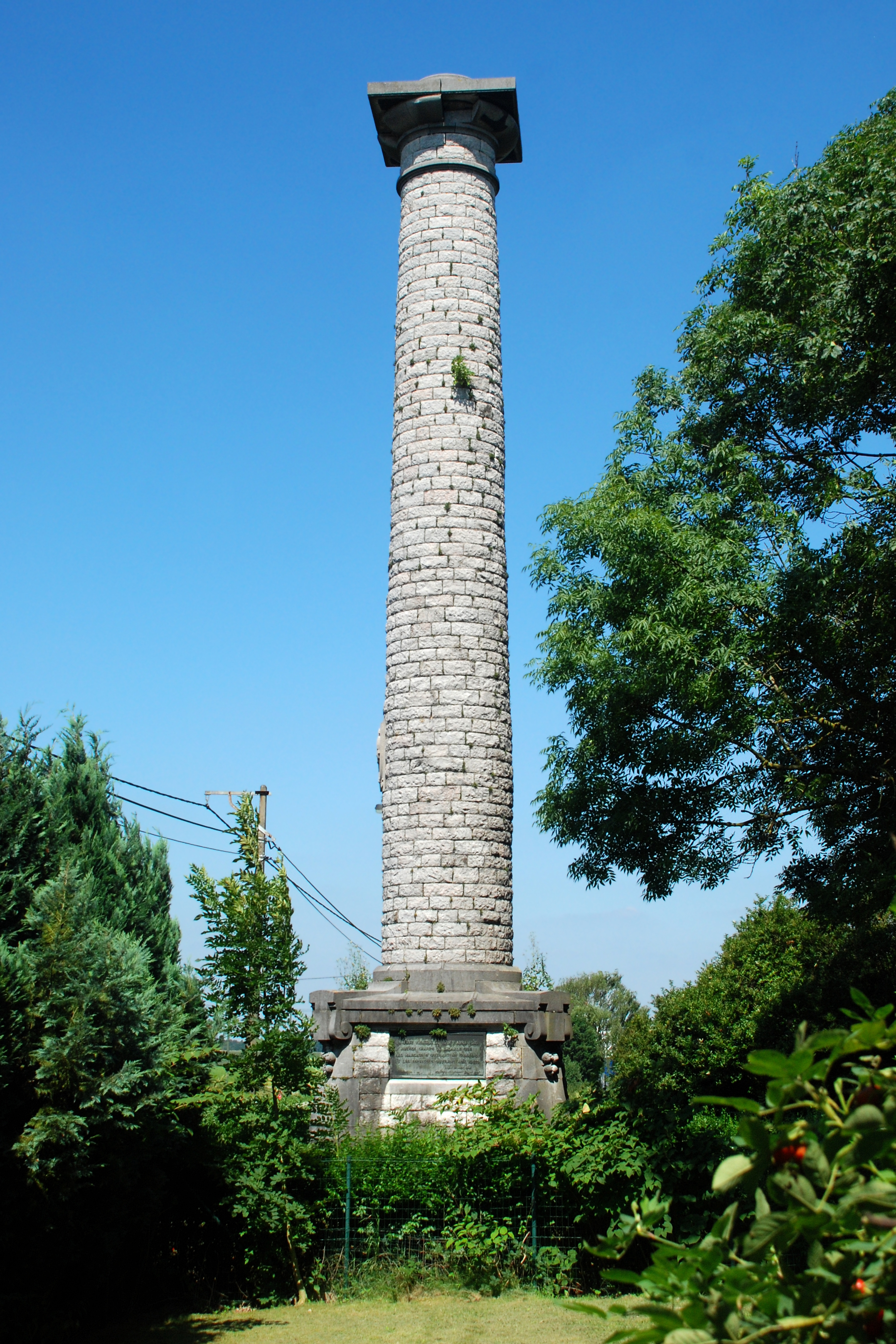
La colonne vue du sud.
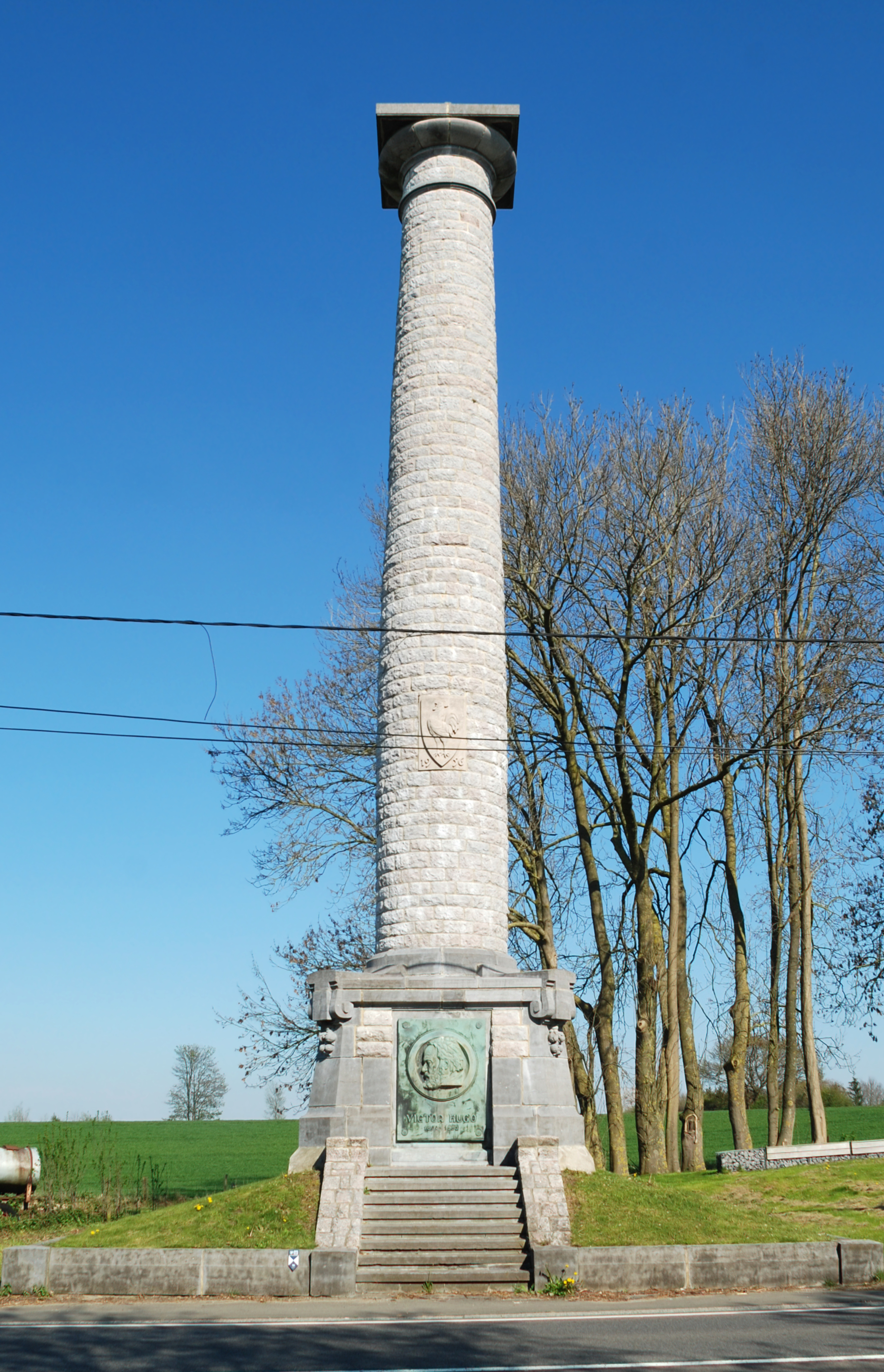
La colonne vue de la route.
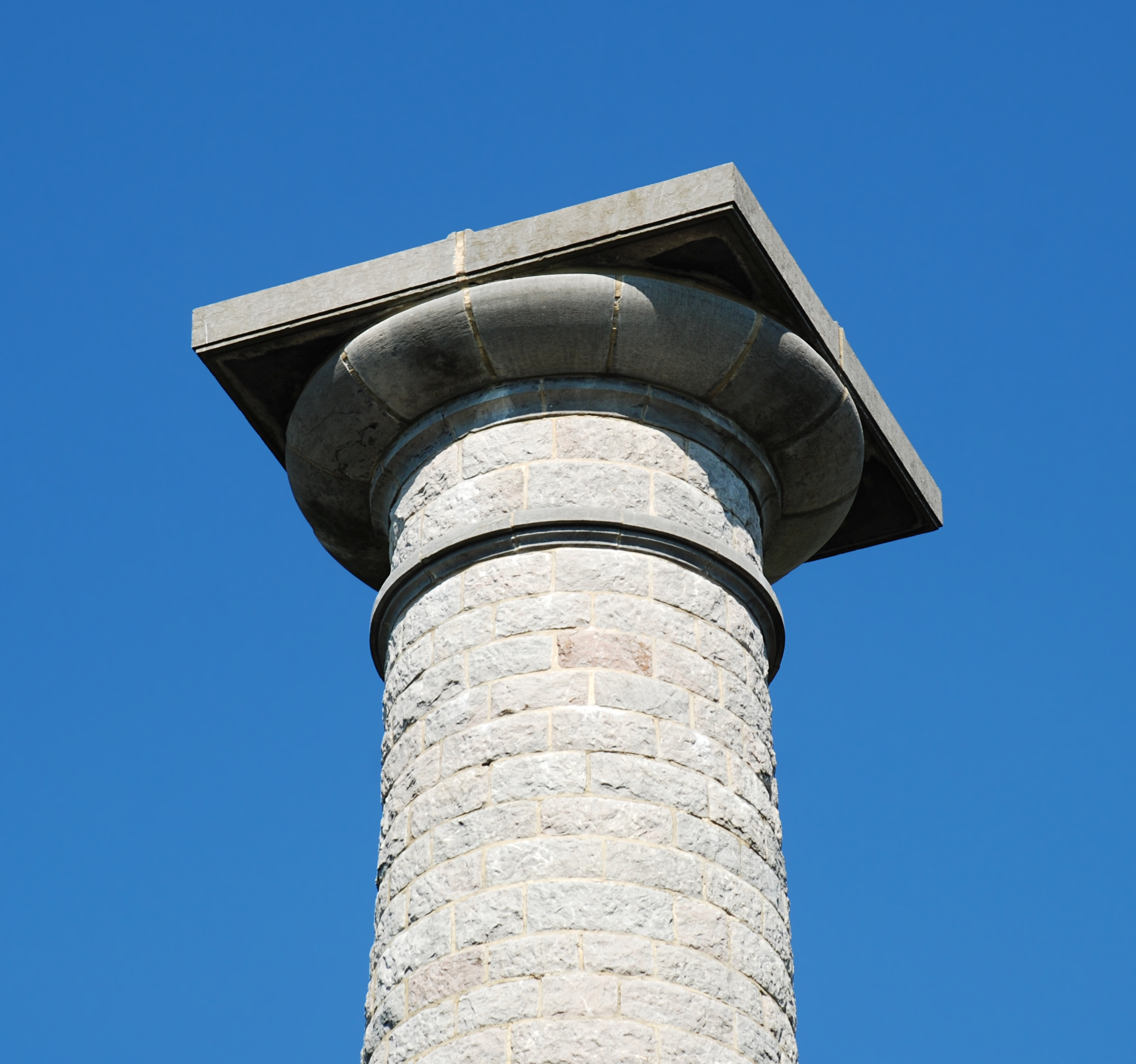
Le sommet de la colonne.
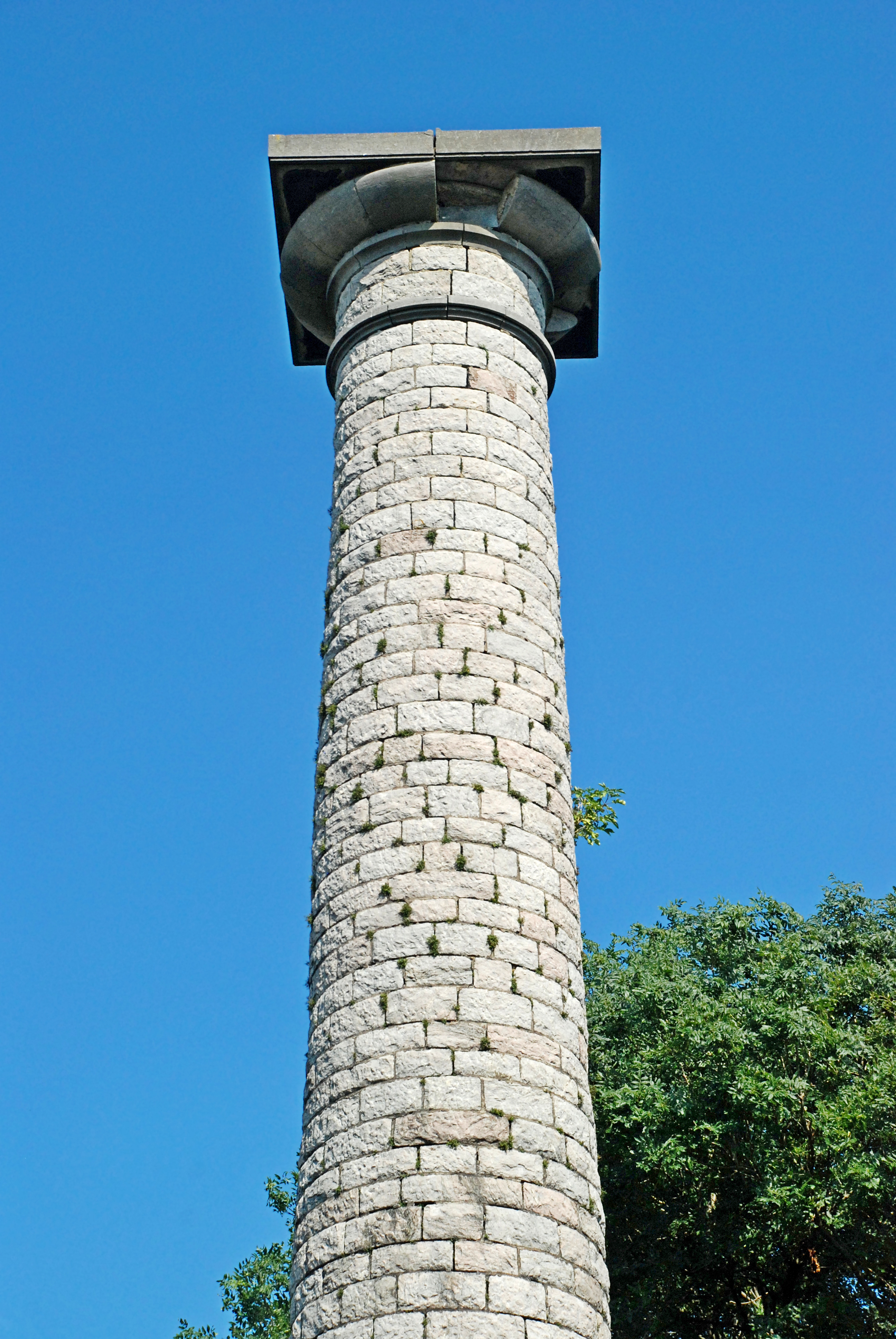
Le sommet de la colonne fissuré en 2012.

### Plaques et ornements
La face ouest du piédestal, orientée vers la chaussée, porte une plaque de bronze ornée du portrait du poète, réalisé par le sculpteur V. Demanet.
Sur la face sud, une plaque affiche, :

« Un Jour Viendra Où Il n'y Aura Plus 

d'Autres Champs De Bataille Que 

Les Marchés s'Ouvrant Au Commerce 

Et Les Esprits s'Ouvrant Aux Idées

Paris 22 août 1849 

Discours au Congrès de la Paix »

Sur la face nord, une autre plaque affiche une formule restée fameuse, composée de vers du poème L'Expiation, :

« Waterloo Waterloo Morne Plaine 

Comme Une Onde Qui Bout Dans Une Urne Trop Pleine 

Dans Ton Cirque De Bois, De Coteaux, De Vallons 

La Pale Mort Melait Les Sombres Bataillons

Jersey 25 - 30 Novembre 1852 

Les Châtiments »

Au quart de la hauteur de la colonne, un blason orné d'un coq affiche le millésime de l'inauguration de la colonne (1956),.
Selon l'association "Les Compagnons de l'Empire", les plans initiaux prévoyaient qu'un coq gaulois Chanteclerc soit posé au sommet pour célébrer « la revanche de la poésie sur le courage brutal ».
Sur la face est, orientée vers les champs, on lit, :

« Ce monument parachevé par le 

Comité Victor Hugo 

A été inauguré le 24 juin 1956 »

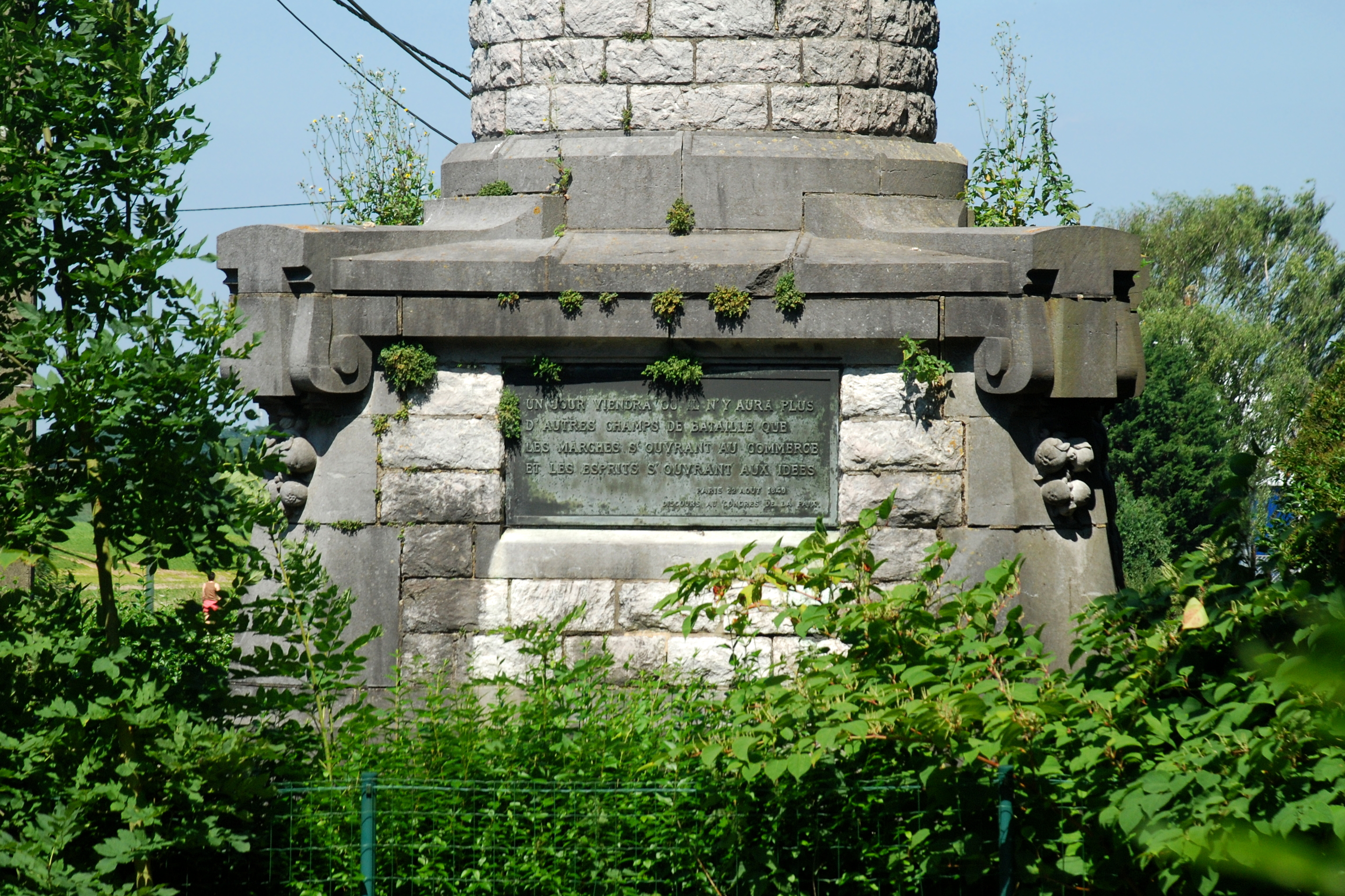
La face sud du piédestal.
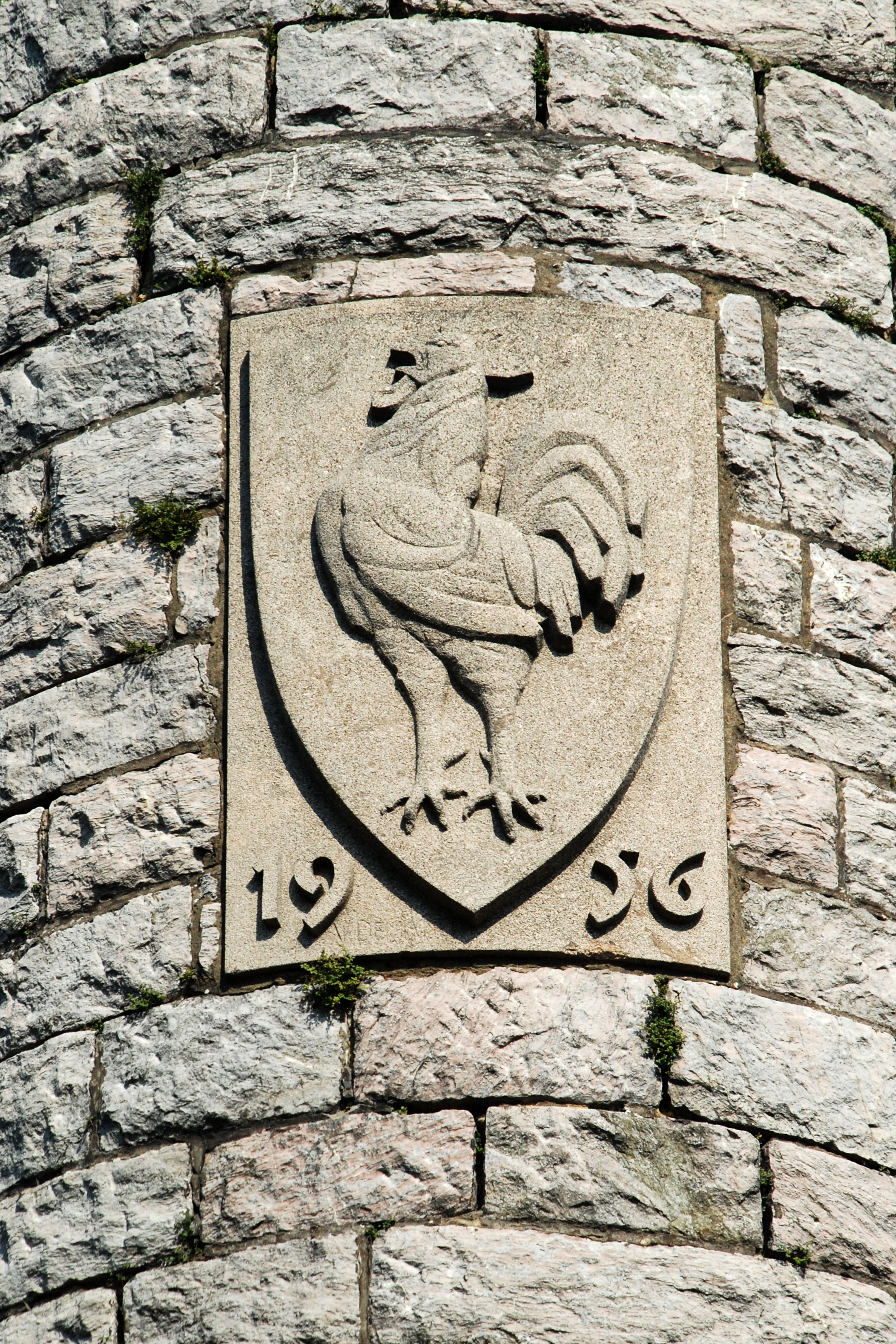
Le blason portant le millésime de l'inauguration.
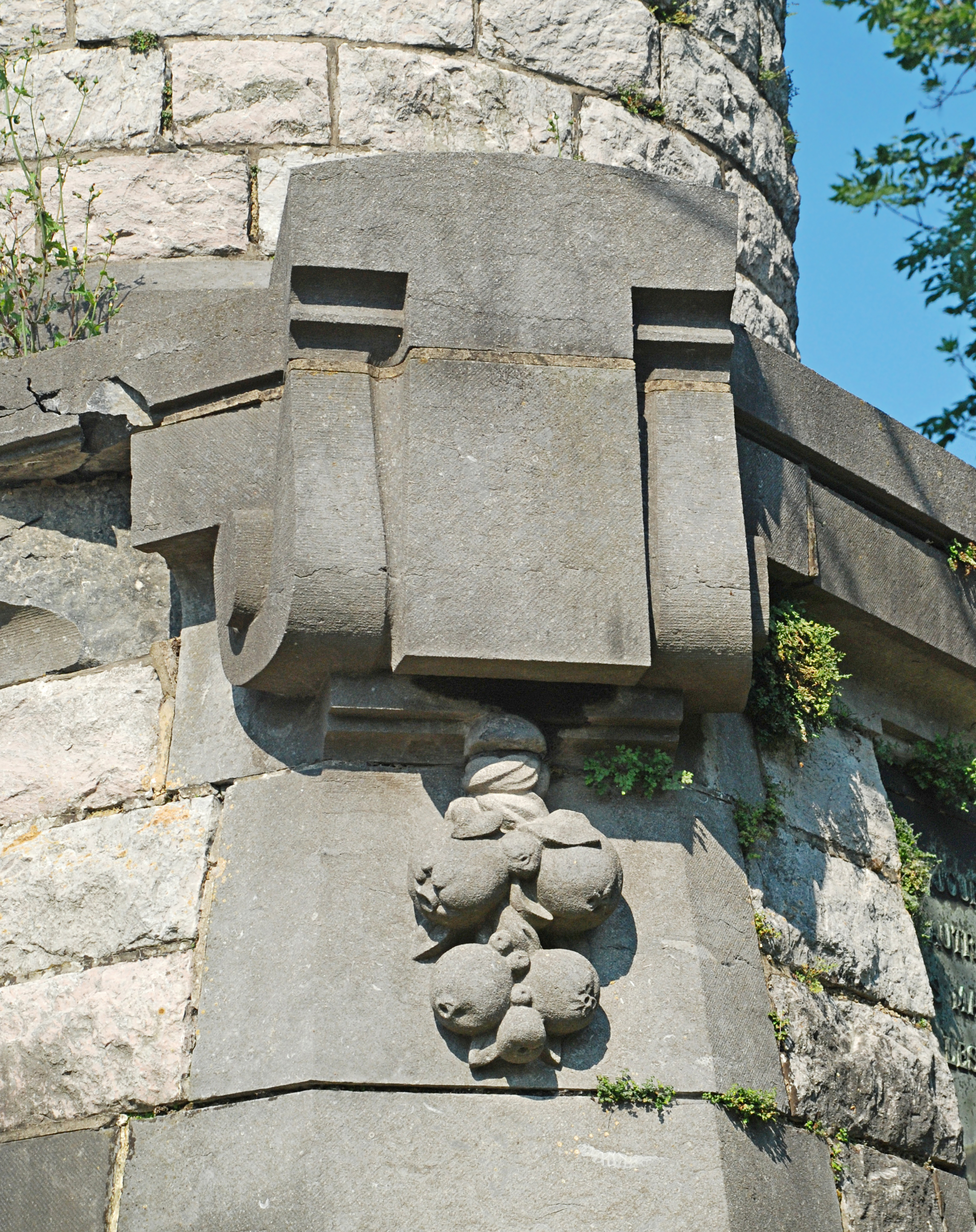
Ornement sculpté en pierre bleue.

## Statut patrimonial
La colonne est classée comme monument depuis le 27 novembre 1979 par la Région wallonne sous la référence 25119-CLT-0015-01.
Le monument figure par ailleurs à l'Inventaire du patrimoine immobilier culturel de la Wallonie sous la référence 25119-INV-0160-01.